# Muircheartach mac Toirdhelbaich Ó Briain
Muircheartach mac Toirdhelbaich Ó Briain (mort en 1343) (anglicisé en Murtogh mac Turlough Mor O'Brien)  (mort en 1343) roi de Thomond de 1317 à 1343.

## Biographie

### Origine
Muircheartach (en anglais Murtogh O'Brien) est le fils cadet de Thoirdelbach mac Taigd Cael Uisce Ó Briain et d'Orflath une fille de Domnall Óg Mac Carthy Mór. Son père est issu du fils ainé et Tanaiste de Conchobar Roe O' Brien, dont la famille le « clan Turlough » s'oppose aux descendants du fils cadet et successeur de ce même roi, Brian Ruaidh Ó Briain le  « clan Briain ». En 1313 il s'impose comme corégent à Donnchad mac Domnaill Ó Briain (anglais: Donogh O'Brien)  qu'il réussit à chasser du royaume de Thomond en 1316 après la Bataille d'Athenry où ils soutenaient des partis opposés

### Situation
L'année suivante Donnchad/Donogh le roi expulsé du Thomond, fait appel à son allié Édouard Bruce qui s'est proclamé roi d'Irlande pour chasser les Anglais du Thomond et bien entendu son cousin Muircheartach mac Toirdhelbaich O'Brien. Ce dernier se concerte à Cashel avec Richard de Clare et Guillaume le Gris et les autres barons normands afin de faire face à leurs ennemis communs. Après avoir pris Castelconnel près de Limerick l'armée de Bruce, se replie vers Dublin abandonnant Donough et ses hommes derrière eux. Muircheartach  se rend à un parlement à Dublin pour plaider sa cause mais pendant ce temps son frère Diarmaid O' Brien (anglais: Dermot) entreprend de liquider leurs adversaires. Lors du combat de Corcomroe le 17 août 1317, Donough et nombreux de ses partisans sont tués son frère Brian Ban O'Brien s'enfuit avec quelques hommes et se réfugie à Tipperary. Lorsque Muircheartach revient de Dublin le comté de Clare se rallie à lui à l'exception de Richard de Clare et de son protégé Mahon O'Brien qui intervient comme l'agent des de Clare dans l'ouest du comté. Richard de Clare propose alors de diviser le Thomond entre les O'Briens antagonistes mais Muircheartach refuse d'accepter un arbitrages de Clare qui s'était toujours apposé à sa famille le « clan Turlough ». Muircheartach bannit Mahon O'Brien et refuse d'accepter l'autorité de Richard de Clare. la guerre entre lui et la famille de Clare devient la seule solution possible pour trancher le problème du contrôle du Thomond.

### Conflit
Richard de Clare conduit une expédition contre  Conchobhar Ó Deághaidh, chef du Cineal Fearmaic (anglais: Conor O'Dea)  et son clan le Dysart O'Dea qui était de fidèles alliés de  Muircheartach O'Brien et du clan Turlough. Conchobhar/Conor O'Dea  demande aux clans voisins de Fedlimind O'Connor et de Loughlin  Ó hEithir de le soutenir car  Muircheartach O'Brien se trouve à cette époque dans l'est du comté de Clare. Le 30 mai 1318 Richard de Clare et une forte armée de normands avec l'appoint de Mahon O'Brien et de Brian O'Brien, un frère du défunt roi Donogh O'Brien, approche des domaines de O' Dea. Confiant dans sa supériorité de Clare divise ses forces  en trois corps. Conor O'Dea avec une troupe inférieure en nombre et en armement à son adversaire tend un piège à de Clare au  gué de Ballycullen près de Dysart O'Dea. Richard de Clare à la tête de son détachement s'engage dans le gué à la poursuite de quelques éléments de la troupes d'O'Dea. Ce dernier surgit et son armée coupe la retraite à de Clare qui est tué avec la plus grande partie de sa troupes. Le reste de son armée force le passage du gué mais l'armée d'O Dea se replie vers les bois où les  hommes de Fedlimind  O'Connor et de Loughlen  Ó hEithir  viennent la renforcer. L'issue du combat demeure incertaine jusqu'à l'arrivée inopinée à la fin de la journée de  Muircheartach O'Brien qui met en déroute le reste de l'armée de de Clare et la poursuit jusqu'au château de Bunratty. C'est ainsi que l'emprise de normands sur le Thomond est définitivement écartée principalement grâce à l'action Conchobhar Ó Deághaidh et à ses clans affiliés.

### Conséquences
À la nouvelle de la mort de son époux la veuve de Richard de Clare abandonne le Château de Bunratty au gouvernement anglais et se retire en Angleterre avec son jeune fils Thomas de Clare, dernier représentant male de sa famille y meurt en 1321. Les domaines subsistant de la famille de Clare au Thomond sont divisés entre ses tantes Matilda, épouse de Robert de Welles, et Margaret épouse de Barthélemy de Baddlesmere, deux puissants propriétaires fonciers anglais qui ne poursuivent pas les velléités d'implantation de la famille de Clare au Thomond. Muircheartach O'Brien qui n'a désormais plus d'opposant ni normand ni gaëlique au Thomond peut y régner paisiblement jusqu'à sa mort en 1343 lorsqu'il à comme successeur son frère Diarmait Ó Briain. Le château de Quin est pris et détruit par les MacNamara en 1320 Bunratty abandonné par la veuve de de Clare en 1318 est démoli par  Muircheartach O'Brien et les mêmes MacNamara en 1322.

## Union et postérité
Muichertaeach contracte deux unions la première avec Sarah fille de O'Cenetig d'Ormond est stérile mais de la seconde avec Éadaoin ou Edina Nic Gormáin d'Ibrackan il laisse trois fils,:
- Mathghamhain Maonmhaighe Ó Briain roi de Thomond de 1360 à 1369
- Toirdhealbhach Maol (1398) roi de Thomond en 1375 puis déposé
- Tadhg ancêtre des O'Brien de Comeragh dans le comté de Waterford

## Sources
- (en) T.W Moody, F.X. Martin, F.J. Byrne A New History of Ireland IX Maps, Genealogies, Lists. A companion to Irish History part II . Oxford University Press réédition 2011  (ISBN 9780199593064). « O'Briens: Ó Briain Kings and Earls of Thomond 1168-1657 » p. 219-220 & « O'Briens: Ó Briain Kings and Earls of Thomond 1168-1657 » généalogie n°23 p. 152.
- (en) A Timeline of Irish History, Richard Killen Gill & Macmillan Dublin (2003)  (ISBN 07171-3484-9).
- (en) Goddard Henry Orpen (Introduction de Seán Duffy), Ireland under the Normands 1169-1333, vol. IV, Dublin, Four Courts Press (réédition), 2005, 633 p. (ISBN 9781846828188), p. 461-486 The Normands in Thomond
- (en) Dr K. Simms The battle of Dysert O'Dea Dal gCais vol. 5
- (en) C. Murphy  The Norman Manor of Bunratty The Other Clare vol.4
- (en) Joe Power The Normands in Thomond Clare County Library p. 1